# استعمار سيريس
استعمار سيريس، (بالإنجليزية: Colonization of Ceres)، الكوكب القزم سيريس يقع بين كواكب المجموعة الأرضية، والتي من المحتمل أن تكون قابلة للإصلاح، مع الكواكب العملاقة الأخرى، بأقمارها الكبيرة مثل (تيتان، تريتون).
يمكن اعتبار كوكب سيريس، كقاعدة وسيطة للرحلات بين الكواكب، كما يمكن أن يصبح سيريس أيضًا قاعدة لتطوير الكويكبات الأخرى، وتعدين المواد الخام عليها.
يعتقد أنه قبل توطين سيريس، سيكون من الضروري استعمار القمر أو المريخ.
وكوكب سيريس، الذي يدور بين كوكبي المريخ، والمشتري، يفتح أمام العلماء تساؤلات جديدة، بشأن إمكانيّة الحياة على سطحه، حيث قال العلماء إنّ هذه المواد المكتشفة، هي شبيهة بالمواد التي استطعنا بناء الحياة من خلالها على كوكب الأرض.
وتضع الاكتشافات «سيريس» ضمن قائمة آخذة في النمو لأماكن في النظام الشمسي، محل اهتمام علماء يبحثون عن حياة خارج كوكب الأرض.
ويتكون سيريس من صخور، وجليد، ويصل قطره إلى حوالي 950 كيلومترا. وتضم القائمة كوكب المريخ والعديد من الأقمار التي تدور حول كوكبي المشترى، وزحل.
وحقق الاكتشاف الذي نشر في دورية ساينس، فريق باحثين يستخدم مركبة «دون» التابعة لناسا، والتي تدور حول سيريس منذ ما يقرب من عامين.
وقال رئيس فريق العلماء في (المركبة دون)، كريستوفر راسل، وهو من جامعة كاليفورنيا (لوس أنجلوس)، «أعتقد أن تلك الجزيئات العضوية تبعد كثيرا عن الحياة الميكروبية، لكن هذا الاكتشاف يخبرنا، بأننا بحاجة للمزيد من استكشاف سيريس».
وسيريس هو أكبر جسم في حزام الكويكبات. وقال راسل «يشير هذا الاكتشاف إلى أن المواد التي بدأ بها النظام الشمسي، احتوت على العناصر الضرورية أو اللبنات لبناء الحياة».

## لماذا كوكب سيريس
كون كوكب سيريس، أكبر جسم في حزام الكويكبات، حيث يمكن أن تصبح سيريس القاعدة الرئيسية، ومحور النقل للبنية التحتية لتعدين الكويكبات في المستقبل، مما يسمح بنقل الموارد المعدنية إلى المريخ، والقمر، والأرض.
يمكن أن يصبح استعمارها أيضًا خطوة على طريق استعمار الأجسام في النظام الشمسي الخارجي، مثل أقمار المشتري. كما يمكن أيضًا أن تكون بمثابة مصدر للمياه، والوقود، والأكسجين، للسفن التي تمر عبر الحزام الرئيسي وخارجه.
هناك أيضًا فرصة أن يكون لهذا الكوكب القزم رواسب ملح. كما يحتوي سيريس على نوافذ إطلاق متكررة أكثر من، وإلى الفضاء الحلقي، من وإلى المريخ، ووقت السفر أقل.
إن نقل الموارد من القمر أو المريخ، إلى سيريس، أكثر كفاءة في استخدام الطاقة من النقل حتى من الأرض إلى القمر.